# Hermann Wagener
Friedrich Wilhelm Hermann Wagener, född 8 mars 1815 nära Neuruppin, död 22 april 1889 i Friedenau vid Berlin, var en tysk politiker. 
Wagener var konsistorialassessor i Magdeburg, då han, en motståndare till den liberala riktningen, under Maximilian von Schwerin-Putzars ministär föranläts att 1848 lämna statstjänsten. Ledarna för konservativa partiet gav honom i uppdrag att leda uppsättningen av ett nytt konservativt organ, Neue Preußische Zeitung (efter vinjetten oftast kallad Kreuzzeitung). 
Efter att Wagener 1854 lämnat redaktörskapet för tidningen, ägnade han sig åt parlamentarisk verksamhet dels i preussiska deputeradekammaren (1853–1859), dels i tyska riksdagen (1867–1873), där han ledde det konservativa partiet. Åren 1866–1873 var han geheimeregeringsråd och föredragande råd i statsministeriet. 
Wagener utgav bland annat ett av hans konservativa världsåskådning präglat encyklopediskt verk, Staats- und Gesellschaftslexikon (23 band, 1858–1868; supplement 1869). Hans memoarer, Erlebtes, utkom 1884.